# Gilroy (California)
Gilroy, fundada en 1870, es una ciudad ubicada en el condado de Santa Clara en el estado estadounidense de California. En el año 2010 tenía una población de 52.027 habitantes y una densidad poblacional de 1.010,1 personas por km².

## Geografía
Gilroy se encuentra ubicada en las coordenadas 37°00′43″N 121°34′48″O / 37.012048, -121.580080. Según la Oficina del Censo, la ciudad tiene un área total de 41,1 km² (15,9 mi²), de la cual 41,1 km² (15,9 mi²) es tierra y 0 km² (0 mi²) (0%) es agua.

## Demografía
Según la Oficina del Censo en 2000 los ingresos medios por hogar en la localidad eran de $66.401, y los ingresos medios por familia eran $80.371. Los hombres tenían unos ingresos medios de $45.759 frente a los $34.710 para las mujeres. La renta per cápita para la localidad era de $22.071. Alrededor del 10,4% de la población estaban por debajo del umbral de pobreza.